# Dasyvalgus polychrous
Dasyvalgus polychrous är en skalbaggsart som beskrevs av Gilbert John Arrow 1944. Dasyvalgus polychrous ingår i släktet Dasyvalgus och familjen Cetoniidae. Inga underarter finns listade i Catalogue of Life.